# Ratpenat de Nova Guinea
El ratpenat de Nova Guinea (Pipistrellus angulatus) és una espècie de ratpenat de la família dels vespertiliònids que es troba a Papua Nova Guinea i Salomó.